# Ернст Мерк
Ернст Мерк (нім. Ernst Merk; 7 березня 1903, Фюрт — 12 червня 1975, Мюнхен) — німецький штабний офіцер, генерал-майор вермахту. Кавалер Лицарського хреста Залізного хреста.

## Біографія
Син офіцера. 1 квітня 1922 року поступив на службу в рейхсвер. З 26 серпня 1939 року — 1-й квартирмейстер генштабу 5-ї, з 25 жовтня 1939 року — 10-ї армії. 29 серпня 1940 року відправлений у резерв ОКГ і відряджений у генштаб 40-го армійського корпусу. З 30 вересня 1940 року — обер-квартирмейстер генштабу начальника німецької військової місії в Румунії, з 10 жовтня 1941 року — командування Чорного моря. З 1 червня 1942 року — обер-квартирмейстер у командному відділенні генерала-квартиремейстера групи армій «Південь», з 10 вересня 1942 року — групи армій «A». 15 лютого 1943 року відряджений у генштабу 3-го танкового корпусу, з 1 березня — начальник генштабу. 20 вересня 1944 року знову відправлений у резерв ОКГ і того ж дня призначений начальником генштабу 4-ї танкової армії, а 26 вересня — 17-ї армії, проте ці призначення не були реалізовані, оскільки 26 вересня Мерк був поранений і відправлений у Празький лазарет. В лютому 1945 року — заступник керівника оперативного відділу Генштабу сухопутних військ. З 5 березня 1945 року — начальник генштабу 18-ї армії. 11 травня взятий в полон радянськими військами в Курляндії, утримувався в різних таборах НКВС. 29 липня 1950 року військовим трибуналом Московського округу засуджений до 25 років трудових таборів. 8 жовтня 1955 року переданий владі ФРН і звільнений.

## Звання
- Фанен-юнкер (1 квітня 1922)
- Лейтенант (19 грудня 1925)
- Обер-лейтенант (1 серпня 1928)
- Ротмістр (1 вересня 1934)
- Майор (24 квітня 1940)
- Оберст-лейтенант (15 лютого 1942)
- Оберст (15 лютого 1943)
- Генерал-майор (20 квітня 1945)

## Нагороди
- Медаль «За вислугу років у Вермахті» 4-го, 3-го і 2-го класу (18 років)
- Хрест Воєнних заслуг 2-го і 1-го класу з мечами
- Залізний хрест 2-го і 1-го класу
- Німецький хрест
  - в сріблі (6 липня 1942)
  - в золоті (11 лютого 1942)
- Лицарський хрест Залізного хреста (15 липня 1944)